# Fritz Hansen (møbelsnedker)
 Der er flere personer med dette navn, se Fritz Hansen.
Fritz Hansen (21. marts 1847 i Nakskov – 30. juli 1902 i København) var en dansk møbelsnedker, der grundlagde virksomheden af samme navn.
Fritz Hansen blev udlært snedker og kabinetmager i sin fødeby Nakskov og som 25-årig tog han til hovedstaden, hvor han i 1872 tog borgerskab. Den egentlige møbelproduktion startede nogle år senere i 1885 i København og blev i løbet af få år til en blomstrende forretning på Christianshavn i den centrale del af København. I 1896 blev forretningen udvidet betydeligt, idet Fritz Hansen erhvervede en grund i Lillerød, hvor han to år senere åbnede eget savværk (Lillerød Savværk). I 1899 overtog Fritz Hansens søn og efterfølger, Christian E. Hansen (1874-1954), virksomheden, der da beskæftigede 50 mand.
Han er begravet på Vestre Kirkegård.
Et IC3-tog er opkaldt efter Fritz Hansen.